# 타이베이 사립 위고 국민소학교
타이베이 사립 위고 국민소학교(臺北 私立 Wego 國民小學校, 臺北市私立薇閣國民小學校)는 중화민국 타이완 타이베이의 사립 초등학교이다.

## 교내 연혁
1950년 중화민국 타이완 타이베이에서 첫 개교되어 현재에 이르고 있는 자유중화민국 타이완 사립 초등학교 1세대 사학이라 알려져 있다.